# Bóng bàn tại Đại hội Thể thao Đông Nam Á 2019
Bóng bàn tại Đại hội Thể thao Đông Nam Á năm 2019 diễn ra từ ngày 6 đến 10 tháng 12 năm 2019 tại Trung tâm Hội chợ và Triển lãm Subic Bay (Subic Bay Exhibition & Convention Center), thuộc Khu Kinh tế Tự do Subic Bay, tỉnh Zambales, Philippines. Chương tình thi đấu gồm bốn nội dung chính: đơn nam, đơn nữ, đôi nam và đôi nữ.

## Quốc gia tham dự
Có tổng cộng 49 vận động viên đến từ 7 quốc gia tham gia thi đấu môn bóng bàn:
- Campuchia (4)
- Malaysia (8)
- Myanmar (5)
- Philippines (8)
- Singapore (8)
- Thái Lan (8)
- Việt Nam (8)

## Lịch trình thi đấu
Lịch trình thi đấu môn bóng bàn tại Đại hội Thể thao Đông Nam Á 2019 như sau:
| P | Vòng loại | R16 | Vòng 1/8 | ¼ | Tứ kết | ½ | Bán kết | F | Chung kết |

| Nội dung↓/Ngày→ | 6/6 | 6/6 | 7/6 | 7/6 | 8/6 | 8/6 | 8/6 | 9/6 | 9/6 | 9/6 | 10/6 | 10/6 |
| --------------- | --- | --- | --- | --- | --- | --- | --- | --- | --- | --- | ---- | ---- |
| Đơn nam         |     |     |     |     | P   | P   | P   | P   | P   | P   | ½    | F    |
| Đôi nam         | R16 | ¼   | ½   | F   |     |     |     |     |     |     |      |      |
| Đơn nữ          |     |     |     |     | P   | P   | P   | P   | P   | P   | ½    | F    |
| Đôi nữ          | R16 | ¼   | ½   | F   |     |     |     |     |     |     |      |      |

## Tóm tắt kết quả
| Nội dung | Vàng                                              | Bạc                                              | Đồng                                          |
| -------- | ------------------------------------------------- | ------------------------------------------------ | --------------------------------------------- |
| Đơn nam  | Pang Yew En Koen · Singapore                      | Clarence Chew · Singapore                        | Padasak Tanviriyavechakul · Thái Lan          |
| Đơn nam  | Pang Yew En Koen · Singapore                      | Clarence Chew · Singapore                        | Richard Pugoy Gonzales · Philippines          |
| Đơn nữ   | Lin Ye · Singapore                                | Feng Tianwei · Singapore                         | Nanthana Komwong · Thái Lan                   |
| Đơn nữ   | Lin Ye · Singapore                                | Feng Tianwei · Singapore                         | Suthasini Sawettabut · Thái Lan               |
| Đôi nam  | Việt Nam · Đoàn Bá Tuấn Anh · Nguyễn Anh Tú       | Singapore · Josh Chua · Pang Yew En Koen         | Malaysia · Javen Choong · Amos Ling Yi Heng   |
| Đôi nam  | Việt Nam · Đoàn Bá Tuấn Anh · Nguyễn Anh Tú       | Singapore · Josh Chua · Pang Yew En Koen         | Malaysia · Muhammad Ashraf Haiqal · Wong Shen |
| Đôi nữ   | Thái Lan · Orawan Paranang · Suthasini Sawettabut | Thái Lan · Nanthana Komwong · Jinnipa Sawettabut | Singapore · Feng Tianwei · Lin Ye             |
| Đôi nữ   | Thái Lan · Orawan Paranang · Suthasini Sawettabut | Thái Lan · Nanthana Komwong · Jinnipa Sawettabut | Singapore · Goi Rui Xuan · Wong Xin Ru        |

## Bảng huy chương
| Hạng               | Đoàn               | Vàng | Bạc | Đồng | Tổng số |
| ------------------ | ------------------ | ---- | --- | ---- | ------- |
| 1                  | Singapore (SGP)    | 2    | 3   | 2    | 7       |
| 2                  | Thái Lan (THA)     | 1    | 1   | 3    | 5       |
| 3                  | Việt Nam (VIE)     | 1    | 0   | 0    | 1       |
| 4                  | Malaysia (MAS)     | 0    | 0   | 2    | 2       |
| 5                  | Philippines (PHI)  | 0    | 0   | 1    | 1       |
| Tổng số (5 đơn vị) | Tổng số (5 đơn vị) | 4    | 4   | 8    | 16      |